# Ambient
Ambient là một thể loại âm nhạc điện tử nhấn mạnh vào tông (tone) và bầu không khí hơn vào cấu trúc âm nhạc truyền thống và "rhythm". Nhạc ambient cũng được cho rằng có thể gợi nên cảm giác về "bầu không khí", "thị giác" và sự "không phô trương". Theo nghệ sĩ tiên phong Brian Eno, "Nhạc ambient phải tạo ra nhiều cấp độ về chú ý khi nghe mà không cần bất cứ sự thúc ép nào. Nó phải có thể phớt lờ ngang với độ thú vị."
Loại nhạc này bắt nguồn tại Vương quốc Liên hiệp, khi những thiết bị tạo âm thanh mới như bộ tổng hợp được phổ biến đến thị trường rộng lớn hơn. Ambient phát triển vào thập niên 1970 từ nhạc thử nghiệm và các phong cách hướng vào bộ tổng hợp đương thời. Mike Oldfield, Jean Michel Jarre và Vangelis, cũng như loạt Environments của Irv Teibel đều ảnh hưởng lên sự xuất hiện của ambient. Robert Fripp và Brian Eno phổ biến ambient năm 1972 khi thử nghiệm với những kỹ thuật tape loop. The Orb và Aphex Twin đạt thành công thương mại nhờ những track ambient vào đầu những năm 1990. Những nhạc khúc ambient thường dài, dài hơn nhiều so với những dạng nhạc phổ biến, đại chúng. Nhiều track đạt chiều dài nửa giờ hay hơn.
Ambient được quật khởi vào thập niên 1980 cùng sự nổi lên của house và techno. Cuối cùng, ambient dần gây dựng lên một lượng fan hâm mộ ổn định. Những nghệ sĩ như Aphex Twin được các phương tiện đại chúng gọi là ambient house, ambient techno, IDM hay đơn thuần là "ambient". Phân nhánh của ambient gồm dark ambient, ambient house, ambient industrial, ambient dub, psybient và ambient trance.